# Jairo Concha
Jairo Jair Concha Gonzáles (Chorrillos, Perú, 27 de mayo de 1999) es un futbolista peruano. Juega como mediocentro y su equipo actual es Universitario de Deportes de la Liga 1 del Perú.

## Trayectoria

### Universidad de San Martín
En el 2012 se probó en el club Universidad de San Martín y tras pruebas satisfactorias, se integró a la cantera de dicho club. Debutó en la temporada 2017, de la mano de Orlando Lavalle, el 22 de febrero de 2017. Ese día Concha ingresó al minuto 88 en lugar de Ramiro Cáseres. En su primer año como profesional jugó 5 encuentros y en 2018 vio mucha más regularidad.
Fue uno de los jugadores revelación del Torneo de Verano 2018 y el 25 de agosto de ese año anotó su primer gol como profesional en la derrota por 3-2 ante Melgar, en la última fecha del Torneo Apertura 2018. Concha se volvió titular en la San Martín a lo largo del Descentralizado 2018 y a sus 19 años se convirtió en un jugador a seguir por varios clubes importantes del país y de México, además de llevarse al premio a mejor jugador revelación del Descentralizado 2018.
La siguiente temporada sin embargo vio poca acción debido a diversas lesiones, incluyendo una al quinto metatarsiano que lo alejó de los gramados de juego por tres meses y medio. En aquella campaña 2019 solo disputó 18 encuentros, perdiéndose también encuentros con la selección sub-23 y los Juegos Panamericanos de 2019.

### Alianza Lima
En febrero de 2020 Alianza Lima compró el 50 por ciento del pase de Concha, cediéndolo a préstamo a la Universidad de San Martín durante toda la temporada para que pueda unirse al equipo íntimo con varios partidos como titular en el equipo albo.
Sin embargo, luego de una pésima temporada 2020, el equipo íntimo descendió y no quiso jugar en Segunda División, dificultando el ingreso de Jairo al equipo, pues el jugador no tenía pensado participar del torneo de ascenso. Tras varias semanas de incertidumbre, se unió a la pretemporada del equipo bajo lo dirección del argentino Carlos Bustos, quien ya lo había dirigido en la San Martín e intercedió con el jugador para que acepte el reto de jugar Segunda División con el cuadro blanquiazul. 
Para tranquilidad del jugador, el cuadro victoriano mantuvo la categoría tras conocerse el fallo del TAS que le devolvió su plaza en la máxima categoría del fútbol peruano para la temporada 2021.
El 30 de marzo de 2021 hizo su debut con Alianza Lima en el empate a 2 goles contra el Cusco FC en el estadio Alejandro Villanueva. Jairo debutó como titular con la dorsal 17 y fue reemplazado en el minuto 68' por el delantero argentino Hernán "el Pirata" Barcos.
Tras alcanzar regularidad en el equipo, levantó el título al final de temporada, consagrándose campeón 2021 tras derrotar al Cristal en los play off.
En la temporada 2022 volvió a consagrarse campeón tras derrotar al Melgar de Arequipa que era el equipo sensación de la temporada por su actuación a nivel internacional en la Copa Sudamericana de ese año.
Luego de consagrarse como bicampeón del fútbol peruano, tras el anunció del retiro de Jefferson "la foquita" Farfán, se le asignó la camiseta #10 del cuadro aliancista. Sin embargo, tras el fichaje de Christian Cueva por Alianza Lima en 2023, tuvo que cederla en algunos partidos.
Finalmente, a pesar de ganar el torneo apertura 2023, perdió la final en el clásico contra Universitario de Deportes. El 26 de diciembre de 2023, el club victoriano anunció en sus redes sociales la salida del jugador.

### Universitario de Deportes
El 10 de enero de 2024, se oficializó el acuerdo de Concha por 3 años con Universitario de Deportes, en busca de la obtención del bicampeonato nacional en el año de su centenario, club del cual es hincha confeso. A final de año sería campeón nacional al ganar el Torneo Apertura y Torneo Clausura, sin necesidad de jugar una final nacional. Jairo sería uno de los mejores jugadores de la temporada en el plantel merengue

## Selección nacional

### Categorías juveniles
Jairo Concha ha representado a Perú en las categorías sub-18, sub-20 y sub-23. Con el combinado sub-20 anotó 3 goles en 13 partidos y participó en el Campeonato Sudamericano de Fútbol Sub-20 de 2019.
En marzo de 2018, Jairo Concha fue uno de los jugadores juveniles llamados como refuerzos para los entrenamientos de la selección mayor, a disposición del entrenador Ricardo Gareca, con miras a los amistosos ante Croacia e Islandia, previos a la participación peruana en la Copa Mundial de Fútbol de 2018. También estuvo como parte del equipo de sparrings de la bicolor en el Mundial de Rusia 2018. En noviembre de 2018, ganó el cuadrangular internacional amistoso sub-20 disputado en Lara El 12 de enero de 2019, fue incluido en la nómina de 23 jugadores para el Sudamericano sub-20 de 2019. Disputó los cuatro partidos durante la fase de grupos, sin embargo Perú no avanzó a la siguiente etapa.
También ha integrado el seleccionado sub-18 de Perú con el cual disputó en 2017 la Copa Mitad del Mundo de Ecuador, torneo amistoso. El 27 de noviembre de 2019 fue convocado a la selección sub-23 para participar del Torneo Preolímpico Sudamericano Sub-23 de 2020, quedando en la lista final para afrontar dicha competición, donde jugó todos los encuentros.
Participación en Campeonatos Sudamericanos
| Torneo                      | Sede     | Resultado      | Partidos | Goles |
| --------------------------- | -------- | -------------- | -------- | ----- |
| Sudamericano Sub-20 de 2019 | Chile    | Fase de grupos | 4        | 0     |
| Preolímpico Sub-23 de 2020  | Colombia | Fase de grupos | 4        | 0     |

### Selección absoluta
Fue convocado por primera vez para los amistosos de Perú contra Panamá y Jamaica a jugarse en Lima, hizo su debut con la Selección Mayor el 16 de enero del 2022 en el partido amistoso de preparación contra Panamá ingresando por Edison Flores. Jairo tuvo un buen desempeño aun teniendo pocos minutos de juego. Aun así, el técnico argentino Ricardo Gareca decidió alinearlo de titular en el siguiente partido contra Jamaica, y lo hizo muy bien dando buenos pases, recuperaciones, grandes chances creadas, siendo unos de los más destacados, a pesar de no haber marcado, ganando 3-0 con goles de Luis Iberico, Alex Valera y Yoshimar Yotún. Tras su gran actuación, Gareca lo convocaría a la selección para disputar los duelos de eliminatorias ante Colombia en Barranquilla y Ecuador en Lima.

## Vida personal
Jairo Concha ha comentado que intentó estudiar la carrera de administración en la Universidad de San Martín de Porres, pero debido al cruce de horarios con sus entrenamientos, decidió dejarla momentáneamente. Mediante redes sociales presentó a su menor hijo  Liam.

## Estadísticas

### Clubes
Actualizado al último partido disputado: 25 de mayo de 2024.
| Club | Div.          | Temporada     | Liga  | Liga  | Liga   | Copas nacionales(1) | Copas nacionales(1) | Copas nacionales(1) | Copas internacionales(2) | Copas internacionales(2) | Copas internacionales(2) | Total | Total | Total  |
| Club | Div.          | Temporada     | Part. | Goles | Asist. | Part.               | Goles               | Asist.              | Part.                    | Goles                    | Asist.                   | Part. | Goles | Asist. |
| --- | ------------- | ------------- | ----- | ----- | ------ | ------------------- | ------------------- | ------------------- | ------------------------ | ------------------------ | ------------------------ | ----- | ----- | ------ |
| Universidad de San Martín · Perú                                                                                | 1.ª           | 2017          | 5     | 0     | 0      | —                   | —                   | —                   | —                        | —                        | —                        | 5     | 0     | 0      |
| Universidad de San Martín · Perú                                                                                | 1.ª           | 2018          | 37    | 1     | 5      | —                   | —                   | —                   | —                        | —                        | —                        | 37    | 1     | 5      |
| Universidad de San Martín · Perú                                                                                | 1.ª           | 2019          | 17    | 0     | 1      | 1                   | 0                   | 0                   | —                        | —                        | —                        | 18    | 0     | 1      |
| Universidad de San Martín · Perú                                                                                | 1.ª           | 2020          | 27    | 3     | 2      | —                   | —                   | —                   | —                        | —                        | —                        | 27    | 3     | 2      |
| Universidad de San Martín · Perú                                                                                | Total club    | Total club    | 86    | 4     | 8      | 1                   | 0                   | 0                   | 0                        | 0                        | 0                        | 87    | 4     | 8      |
| Alianza Lima · Perú                                                                                             | 1.ª           | 2021          | 27    | 4     | 5      | 1                   | 0                   | 0                   | —                        | —                        | —                        | 28    | 4     | 5      |
| Alianza Lima · Perú                                                                                             | 1.ª           | 2022          | 34    | 6     | 1      | —                   | —                   | —                   | 6                        | 0                        | 0                        | 40    | 6     | 1      |
| Alianza Lima · Perú                                                                                             | 1.ª           | 2023          | 31    | 2     | 5      | —                   | —                   | —                   | 2                        | 0                        | 0                        | 33    | 2     | 5      |
| Alianza Lima · Perú                                                                                             | Total club    | Total club    | 92    | 12    | 11     | 1                   | 0                   | 0                   | 8                        | 0                        | 0                        | 101   | 12    | 11     |
| Universitario de Deportes · Perú                                                                                | 1.ª           | 2024          | 32    | 1     | 7      | -                   | -                   | -                   | 6                        | 0                        | 1                        | 38    | 1     | 8      |
| Universitario de Deportes · Perú                                                                                | 1.ª           | 2025          | 13    | 6     | 7      | -                   | -                   | -                   | 6                        | 1                        | 1                        | 19    | 5     | 5      |
| Universitario de Deportes · Perú                                                                                | Total club    | Total club    | 45    | 7     | 14     | 0                   | 0                   | 0                   | 12                       | 1                        | 2                        | 57    | 6     | 13     |
| Total carrera                                                                                                   | Total carrera | Total carrera | 210   | 23    | 33     | 2                   | 0                   | 0                   | 14                       | 0                        | 1                        | 210   | 23    | 27     |
| (1) Incluye datos de la Copa Bicentenario (2019, 2021). (2) Incluye datos de la Copa Libertadores (2022, 2023). |               |               |       |       |        |                     |                     |                     |                          |                          |                          |       |       |        |

## Palmarés

### Campeonatos Nacionales
| Título                    | Club          | País | Año  |
| ------------------------- | ------------- | ---- | ---- |
| Primera División del Perú | Alianza Lima  | Perú | 2021 |
| Primera División del Perú | Alianza Lima  | Perú | 2022 |
| Primera División del Perú | Universitario | Perú | 2024 |

### Torneos cortos
| Título          | Club          | País | Año  |
| --------------- | ------------- | ---- | ---- |
| Torneo Clausura | Alianza Lima  | Perú | 2021 |
| Torneo Clausura | Alianza Lima  | Perú | 2022 |
| Torneo Apertura | Alianza Lima  | Perú | 2023 |
| Torneo Apertura | Universitario | Perú | 2024 |
| Torneo Clausura | Universitario | Perú | 2024 |
| Torneo Apertura | Universitario | Perú | 2025 |

### Distinciones individuales
| Distinción                                                            | Año  |
| --------------------------------------------------------------------- | ---- |
| Mejor jugador revelación del Campeonato Descentralizado según la ADFP | 2018 |